# Diastema sodiroanum
Diastema sodiroanum är en tvåhjärtbladig växtart som beskrevs av Karl Fritsch. Diastema sodiroanum ingår i släktet Diastema och familjen Gesneriaceae. Inga underarter finns listade i Catalogue of Life.